# 載斯烏越
載斯烏越（そし うえつ）は、3世紀の倭国における政治的人物であり、中国の歴史書『三国志』魏書東夷伝倭人条（いわゆる『魏志倭人伝』）に登場する。
卑弥呼の死後、倭国が混乱した時期に、外交使節の一員として魏に派遣された人物とされる。

## 歴史的背景
247年ごろ、倭国の女王卑弥呼が死去すると、後継に男王が立てられたが、倭国では内乱が発生した。これに対し、倭国は再び女性である壱与（壱與）を女王に擁立して安定を取り戻そうとした。
その過程で倭国は魏に使者を派遣し、王の交代と朝貢の意思を伝えた。この使節団の中に、載斯烏越の名が見られる。

## 史料上の記録
『三国志』魏書東夷伝倭人条には、次のような記述がある：
正始八年、倭王以使詣郡、遣載斯烏越、伊聲耆等八人、奉獻……
（訳：正始8年〔247年〕、倭王は郡に使者を送り、載斯烏越・伊聲耆ら8人を派遣して貢ぎ物を奉じた。）
この記述から、載斯烏越は倭国の外交使節の一員であり、国の代表として魏との交渉にあたったと推測される。

## 人物像と議論
載斯烏越の名前や出自については明確な記録がなく、役職や本拠地なども不詳である。ただし、名前の構成から南方系の民族（例：百越）との関係を指摘する説もある。
載斯（そし）という部分は個人名または姓を表すとされ、烏越（うえつ）は地名や部族名との関連も議論されているが、確証はない。